# Spawarka
Spawarka – urządzenie służące do spawania ręcznego lub automatycznego.
Rodzaje spawarek:
- spawarka do plastiku
- spawarka elektrodowa
- spawarka inwertorowa
- spawarka mikroplazmowa
- spawarka światłowodowa
- spawarka transformatorowa